# Ermschwerder Heegen
Ermschwerder Heegen este o arie protejată (arie specială de conservare — SAC, sit de importanță comunitară — SCI) din Germania întinsă pe o suprafață de 37,57 ha, integral pe uscat.

## Localizare
Centrul sitului Ermschwerder Heegen este situat la coordonatele 51°21′43″N 9°48′14″E / 51.3619°N 9.8039°E.

## Înființare
Situl Ermschwerder Heegen a fost declarat sit de importanță comunitară în aprilie 1999 pentru a proteja 7 specii de animale. Situl a fost protejat și ca arie specială de conservare în martie 2008.

## Biodiversitate
Situată în ecoregiunea continentală, aria protejată conține 3 habitate naturale: Pajiști uscate seminaturale și facies de acoperire cu tufișuri pe substraturi calcaroase (Festuco-Brometalia) (* situri importante pentru orhidee), Păduri de fag Asperulo-Fagetum, Păduri de fag din Europa Centrală dezvoltate pe sol calcaros cu Cephalanthero-Fagion.
La baza desemnării sitului se află mai multe specii protejate:
- păsări (4): ciocănitoare neagră (Dryocopus martius), sfrâncioc roșiatic (Lanius collurio), gaia neagră (Milvus migrans), Rallus aquaticus aquaticus
- amfibieni (1): triton cu creastă (Triturus cristatus)
- mamifere (1): liliac comun (Myotis myotis)
- nevertebrate (1): fluturele auriu (Euphydryas aurinia)

Pe lângă speciile protejate, pe teritoriul sitului au mai fost identificate 8 specii de plante, 4 specii de amfibieni, 20 de specii de nevertebrate, 1 specie de reptile.